# 合浦公主
合浦公主（ごうほこうしゅ）は、中国の唐の太宗李世民の娘。

## 経歴
はじめ高陽公主に封ぜられた。成長すると房玄齢の次子の房遺愛に降嫁した。太宗は高陽公主を寵愛したため、房遺愛が他の娘婿とは別格の待遇を受けている。
房玄齢の死後、房遺愛の兄の房遺直との間の財産分割を不公平に進めた挙げ句、房遺直をののしった。房遺直が太宗に報告したため、太宗は公主を叱責した。
ときに御史が盗難事件を弾劾し、僧侶弁機の金宝神枕を得て、公主の賜ったものであると言った。公主は弁機と私通しており、房遺愛もふたりの女性を侍らせていた。食糧を横流しして私すること億を数えた。太宗は激怒して弁機を斬り、奴婢十数人を殺した。公主はこれを恨んで、太宗が亡くなったときにも哀しみの色を示さなかった。
僧侶の智勗や見鬼の恵弘、道士の李晃といった人物が、公主の側近に侍った。
永徽3年（652年）、房遺愛が荊王李元景の擁立を謀って失敗すると、翌年2月に房遺愛は処刑され、公主は自殺を強いられた。顕慶年間に合浦公主に追封された。

## 伝記資料
- 『旧唐書』巻66 列伝第16「房遺愛伝」
- 『新唐書』巻83 列伝第8「諸帝公主伝」
- 『新唐書』巻96 列伝第21「房遺愛伝」